# Stevia origanoides
Stevia origanoides là một loài thực vật có hoa trong họ Cúc. Loài này được Kunth miêu tả khoa học đầu tiên.